# Eredivisie 2019-20
La Eredivisie 2019-20 fue la sexagésima cuarta edición de la Eredivisie, la primera división de fútbol de los Países Bajos, la cual inició el 2 de agosto de 2019, fue suspendida el 8 de marzo de 2020 y cancelada el 24 de abril de 2020.
Debido a la pandemia de Coronavirus de 2020 en Países Bajos, se declaró que la temporada finalice en la jornada 26, definiendo que no se entrega título de campeón, el sistema de ascenso y descenso son anulados en esta temporada y se entregan cupos a torneos internacionales a los cinco primeros clasificados.

## Ascensos y descensos
| Pos. | Descendidos de la Eredivisie 2018-19 |
| ---- | ------------------------------------ |
| 16.º | Excelsior                            |
| 17.° | De Graafschap                        |
| 18.° | NAC Breda                            |

| Pos. | Ascendidos de la Eerste Divisie 2018-19 |
| ---- | --------------------------------------- |
| 1.º  | FC Twente                               |
| 2.°  | Sparta Rotterdam                        |
| 8.°  | RKC Waalwijk                            |

## Equipos participantes
| Club              | Ciudad     | Entrenador            | Estadio                          | Capacidad |
| ----------------- | ---------- | --------------------- | -------------------------------- | --------- |
| ADO Den Haag      | La Haya    | Alfons Groenendijk    | Cars Jeans Stadion               | 15.000    |
| Ajax              | Ámsterdam  | Erik ten Hag          | Johan Cruyff ArenA               | 54.990    |
| AZ                | Alkmaar    | Arne Slot             | AFAS Stadion                     | 17.023    |
| FC Emmen          | Emmen      | Dick Lukkien          | De Oude Meerdijk                 | 8.600     |
| FC Groningen      | Groninga   | Danny Buijs           | Hitachi Capital Mobility Stadion | 22.550    |
| FC Twente         | Enschede   | Gonzalo García García | De Grolsch Veste                 | 30.205    |
| FC Utrecht        | Utrecht    | John van den Brom     | Stadion Galgenwaard              | 23.750    |
| Feyenoord         | Róterdam   | Jaap Stam             | Stadion Feijenoord - De Kuip     | 51.177    |
| Fortuna Sittard   | Sittard    | Sjors Ultee           | Fortuna Sittard Stadion          | 10.300    |
| Heracles Almelo   | Almelo     | Frank Wormuth         | Erve Asito                       | 12.080    |
| PEC Zwolle        | Zwolle     | John Stegeman         | MAC³PARK Stadion                 | 14.000    |
| PSV Eindhoven     | Eindhoven  | Mark van Bommel       | Philips Stadion                  | 35.000    |
| RKC Waalwijk      | Waalwijk   | Fred Grim             | Mandemakers Stadion              | 7.500     |
| SC Heerenveen     | Heerenveen | Johnny Jansen         | Abe Lenstra Stadion              | 27.224    |
| Sparta Rotterdam  | Róterdam   | Henk Fraser           | Sparta Stadion - Het Kasteel     | 11.000    |
| Vitesse           | Arnhem     | Leonid Slutsky        | GelreDome                        | 21.248    |
| VVV-Venlo         | Venlo      | Robert Maaskant       | Covebo Stadion – De Koel         | 8.000     |
| Willem II Tilburg | Tilburgo   | Adrie Koster          | Koning Willem II Stadion         | 14.500    |

### Cambios de entrenadores
| Equipo          | Entrenador (Jornadas)                   | Fecha de vacante        | Tipo de salida        | Posición en la tabla | Entrenador entrante   | Fecha de nombramiento   |
| --------------- | --------------------------------------- | ----------------------- | --------------------- | -------------------- | --------------------- | ----------------------- |
| Feyenoord       | Giovanni van Bronckhorst (Pretemporada) | 1 de julio de 2019      | Fin de contrato       | Pretemporada         | Jaap Stam             | 1 de junio de 2019      |
| AZ              | John van den Brom (Pretemporada)        | 1 de julio de 2019      | Fin de contrato       | Pretemporada         | Arne Slot             | 1 de julio de 2019      |
| Utrecht         | Dick Advocaat (Pretemporada)            | 1 de julio de 2019      | Fin de contrato       | Pretemporada         | John van den Brom     | 1 de julio de 2019      |
| Twente          | Marino Pušić (Pretemporada)             | 1 de julio de 2019      | Despedido             | Pretemporada         | Gonzalo García García | 1 de julio de 2019      |
| PEC Zwolle      | Jaap Stam (Pretemporada)                | 1 de julio de 2019      | Fichado por Feyenoord | Pretemporada         | John Stegeman         | 1 de julio de 2019      |
| Fortuna Sittard | René Eijer (Pretemporada)               | 1 de julio de 2019      | Consentimiento mutuo  | Pretemporada         | Sjors Ultee           | 1 de julio de 2019      |
| VVV-Venlo       | Maurice Steijn (Pretemporada)           | 9 de junio de 2019      | Fichado por Al-Wahda  | Pretemporada         | Robert Maaskant       | 1 de julio de 2019      |
| Feyenoord       | Jaap Stam                               | 28 de octubre de 2019   | Renuncia              | 12.º                 | Dick Advocaat         | 30 de octubre de 2019   |
| VVV-Venlo       | Robert Maaskant                         | 11 de noviembre de 2019 | Despedido             | 17.º                 | Jay Driessen          | 15 de noviembre de 2019 |
| Vitesse         | Leonid Slutsky                          | 29 de noviembre de 2019 | Renuncia              | 6.º                  | Joseph Oosting        | 3 de diciembre de 2019  |
| ADO Den Haag    | Alfons Groenendijk                      | 2 de diciembre de 2019  | Renuncia              | 17.º                 | Dirk Heesen           | 2 de diciembre de 2019  |

## Clasificación
| Pos. | Equipo           | Pts. | PJ | G  | E | P  | GF | GC | Dif. | Clasificación 2020-21                  |
| ---- | ---------------- | ---- | -- | -- | - | -- | -- | -- | ---- | -------------------------------------- |
| 1    | Ajax             | 56   | 25 | 18 | 2 | 5  | 68 | 23 | +45  | Fase de grupos de la Liga de Campeones |
| 2    | AZ Alkmaar       | 56   | 25 | 18 | 2 | 5  | 54 | 17 | +37  | Segunda ronda de la Liga de Campeones  |
| 3    | Feyenoord        | 50   | 25 | 14 | 8 | 3  | 50 | 35 | +15  | Fase de Grupos de la Liga Europa       |
| 4    | PSV Eindhoven    | 49   | 26 | 14 | 7 | 5  | 54 | 28 | +26  | Tercera ronda de la Liga Europa        |
| 5    | Willem II        | 44   | 26 | 13 | 5 | 8  | 37 | 34 | +3   | Segunda ronda de la Liga Europa        |
| 6    | Utrecht          | 41   | 25 | 12 | 5 | 8  | 50 | 34 | +16  |                                        |
| 7    | Vitesse          | 41   | 26 | 12 | 5 | 9  | 45 | 35 | +10  |                                        |
| 8    | Heracles Almelo  | 36   | 26 | 10 | 6 | 10 | 40 | 34 | +6   |                                        |
| 9    | Groningen        | 35   | 26 | 10 | 5 | 11 | 27 | 26 | +1   |                                        |
| 10   | Heerenveen       | 33   | 26 | 8  | 9 | 9  | 41 | 41 | 0    |                                        |
| 11   | Sparta Rotterdam | 33   | 26 | 9  | 6 | 11 | 41 | 45 | −4   |                                        |
| 12   | Emmen            | 32   | 26 | 9  | 5 | 12 | 32 | 45 | −13  |                                        |
| 13   | VVV-Venlo        | 28   | 26 | 8  | 4 | 14 | 24 | 51 | −27  |                                        |
| 14   | Twente           | 27   | 26 | 7  | 6 | 13 | 34 | 46 | −12  |                                        |
| 15   | PEC Zwolle       | 26   | 26 | 7  | 5 | 14 | 37 | 55 | −18  |                                        |
| 16   | Fortuna Sittard  | 26   | 26 | 6  | 8 | 12 | 29 | 52 | −23  |                                        |
| 17   | ADO Den Haag     | 19   | 26 | 4  | 7 | 15 | 25 | 54 | −29  |                                        |
| 18   | RKC Waalwijk     | 15   | 26 | 4  | 3 | 19 | 27 | 60 | −33  |                                        |

Actualizado a los partidos jugados el 8 de marzo de 2020.
 Fuente: eredivisie.nl
Criterios de clasificación: 1) Puntos; 2) Gol diferencia; 3) Goles marcados

### Evolución de las clasificación
| Equipo ╲ Jornada | 1    | 2  | 3  | 4  | 5  | 6  | 7  | 8  | 9  | 10 | 11 | 12 | 13 | 14 | 15 | 16 | 17 | 18 | 19 | 20 | 21 | 22 | 23 | 24 | 25 | 26 | 27 | 28 | 29 | 30 | 31 | 32 | 33 | 34 |  |
| ---------------- | ---- | -- | -- | -- | -- | -- | -- | -- | -- | -- | -- | -- | -- | -- | -- | -- | -- | -- | -- | -- | -- | -- | -- | -- | -- | -- | -- | -- | -- | -- | -- | -- | -- | -- |  |
| Equipo ╲ Jornada | Ajax | 7  | 3  | 1  | 1  | 1  | 1  | 1  | 1  | 1  | 1  | 1  | 1  | 1  | 1  | 1  | 1  | 1  | 1  | 1  | 1  | 1  |    | 1  |    |    |    |    |    |    |    |    |    |    |  |
| AZ Alkmaar       | 1    | 1  | 2  | 2  | 4  | 3  | 3  | 3  | 3  | 4  | 2  | 2  | 2  | 2  | 2  | 2  | 2  | 2  | 2  | 2  | 2  |    | 2  |    |    |    |    |    |    |    |    |    |    |    |  |
| Feyenoord        | 8    | 12 | 11 | 13 | 11 | 7  | 10 | 6  | 9  | 10 | 12 | 10 | 10 | 10 | 7  | 8  | 6  | 5  | 5  | 3  | 3  |    | 3  | 3  | 3  | 3  |    |    |    |    |    |    |    |    |  |
| PSV Eindhoven    | 12   | 7  | 6  | 3  | 2  | 2  | 2  | 2  | 2  | 2  | 3  | 3  | 3  | 3  | 3  | 3  | 4  | 3  | 4  | 5  | 5  | 5  | 4  | 4  | 4  | 4  |    |    |    |    |    |    |    |    |  |
| Willem II        | 5    | 9  | 7  | 4  | 6  | 8  | 6  | 9  | 10 | 7  | 6  | 6  | 6  | 6  | 4  | 4  | 3  | 4  | 3  | 4  | 4  |    | 5  |    | 5  |    |    |    |    |    |    |    |    |    |  |
| Utrecht          | 3    | 2  | 4  | 7  | 8  | 6  | 7  | 5  | 6  | 5  | 5  | 4  | 4  | 4  | 8  | 6  | 5  | 7  | 7  | 7  | 7  |    |    |    |    |    |    |    |    |    |    |    |    |    |  |
| Vitesse          | 10   | 8  | 3  | 5  | 3  | 5  | 4  | 4  | 4  | 3  | 4  | 5  | 5  | 5  | 9  | 9  | 8  | 6  | 6  | 6  | 6  |    |    |    |    |    |    |    |    |    |    |    |    |    |  |
| Heracles Almelo  | 18   | 14 | 16 | 15 | 13 | 10 | 9  | 10 | 7  | 9  | 7  | 8  | 7  | 8  | 5  | 7  | 9  | 9  | 9  | 10 | 10 | 9  | 9  | 9  | 9  | 8  |    |    |    |    |    |    |    |    |  |
| Groningen        | 6    | 11 | 10 | 11 | 14 | 15 | 14 | 13 | 12 | 11 | 11 | 9  | 9  | 9  | 10 | 10 | 10 | 10 | 10 | 8  | 8  | 8  |    | 8  | 8  | 9  |    |    |    |    |    |    |    |    |  |
| Heerenveen       | 2    | 4  | 9  | 10 | 9  | 13 | 12 | 11 | 8  | 6  | 8  | 7  | 8  | 7  | 6  | 5  | 7  | 8  | 8  | 9  | 9  | 10 | 10 | 10 | 10 | 10 |    |    |    |    |    |    |    |    |  |
| Sparta Rotterdam | 9    | 5  | 5  | 6  | 7  | 11 | 8  | 7  | 5  | 8  | 10 | 11 | 12 | 11 | 11 | 11 | 11 | 11 | 11 | 11 | 11 | 11 | 11 | 11 | 11 | 11 |    |    |    |    |    |    |    |    |  |
| Emmen            | 13   | 18 | 13 | 14 | 16 | 16 | 16 | 14 | 15 | 14 | 14 | 13 | 13 | 13 | 13 | 13 | 13 | 14 | 12 | 12 | 14 | 12 | 13 | 12 | 12 | 12 |    |    |    |    |    |    |    |    |  |
| VVV-Venlo        | 4    | 10 | 12 | 9  | 12 | 9  | 11 | 12 | 13 | 15 | 17 | 17 | 17 | 16 | 16 | 15 | 16 | 16 | 17 | 15 | 16 | 16 | 15 | 14 | 13 | 13 |    |    |    |    |    |    |    |    |  |
| Twente           | 11   | 6  | 8  | 8  | 5  | 4  | 5  | 8  | 11 | 12 | 9  | 12 | 11 | 12 | 12 | 12 | 12 | 12 | 13 | 13 | 12 | 13 | 12 | 13 | 14 | 14 |    |    |    |    |    |    |    |    |  |
| PEC Zwolle       | 15   | 16 | 18 | 16 | 15 | 12 | 13 | 15 | 14 | 13 | 13 | 15 | 16 | 14 | 15 | 16 | 15 | 15 | 15 | 16 | 15 | 15 | 16 | 16 | 15 | 15 |    |    |    |    |    |    |    |    |  |
| Fortuna Sittard  | 17   | 13 | 15 | 18 | 17 | 17 | 17 | 17 | 17 | 17 | 16 | 16 | 14 | 15 | 14 | 14 | 14 | 13 | 14 | 14 | 13 | 14 | 14 | 15 | 16 | 16 |    |    |    |    |    |    |    |    |  |
| ADO Den Haag     | 14   | 15 | 17 | 12 | 10 | 14 | 15 | 16 | 16 | 16 | 15 | 14 | 15 | 17 | 17 | 17 | 17 | 17 | 16 | 17 | 17 | 17 | 17 | 17 | 17 | 17 | 17 |    |    |    |    |    |    |    |  |
| RKC Waalwijk     | 16   | 17 | 14 | 17 | 18 | 18 | 18 | 18 | 18 | 18 | 18 | 18 | 18 | 18 | 18 | 18 | 18 | 18 | 18 | 18 | 18 | 18 | 18 | 18 | 18 | 18 | 18 |    |    |    |    |    |    |    |  |

## Resultados
- Los horarios corresponden al huso horario de los Países Bajos (Hora central europea): UTC+1 en horario estándar y UTC+2 en horario de verano

### Primera vuelta
| Fecha 1         | Fecha 1   | Fecha 1          | Fecha 1                      | Fecha 1     | Fecha 1 |
| Local           | Resultado | Visitante        | Estadio                      | Fecha       | Hora    |
| --------------- | --------- | ---------------- | ---------------------------- | ----------- | ------- |
| PEC Zwolle      | 1 – 3     | Willem II        | MAC³PARK Stadion             | 2 de agosto | 20:00   |
| Emmen           | 0 – 1     | Groningen        | De Oude Meerdijk             | 3 de agosto | 18:30   |
| Vitesse         | 2 – 2     | Ajax             | GelreDome                    | 3 de agosto | 18:30   |
| VVV-Venlo       | 3 – 1     | RKC Waalwijk     | Covebo Stadion - De Koel     | 3 de agosto | 20:45   |
| Twente          | 1 – 1     | PSV Eindhoven    | De Grolsch Veste             | 3 de agosto | 20:45   |
| Heracles Almelo | 0 – 4     | Heerenveen       | Erve Asito                   | 4 de agosto | 12:15   |
| Feyenoord       | 2 – 2     | Sparta Rotterdam | Stadion Feijenoord - De Kuip | 4 de agosto | 14:30   |
| ADO Den Haag    | 2 – 4     | Utrecht          | Cars Jeans Stadion           | 4 de agosto | 16:45   |
| AZ Alkmaar      | 4 – 0     | Fortuna Sittard  | AFAS Stadion                 | 4 de agosto | 20:00   |

| Fecha 2          | Fecha 2   | Fecha 2         | Fecha 2                          | Fecha 2      | Fecha 2 |
| Local            | Resultado | Visitante       | Estadio                          | Fecha        | Hora    |
| ---------------- | --------- | --------------- | -------------------------------- | ------------ | ------- |
| Sparta Rotterdam | 4 – 1     | VVV-Venlo       | Sparta Stadion - Het Kasteel     | 9 de agosto  | 20:00   |
| Groningen        | 1 – 3     | Twente          | Hitachi Capital Mobility Stadion | 10 de agosto | 18:30   |
| Ajax             | 5 – 0     | Emmen           | Johan Cruyff ArenA               | 10 de agosto | 19:45   |
| Willem II        | 0 – 2     | Vitesse         | Koning Willem II Stadion         | 10 de agosto | 20:45   |
| Fortuna Sittard  | 1 – 1     | Heracles Almelo | Fortuna Sittard Stadion          | 11 de agosto | 12:15   |
| Heerenveen       | 1 – 1     | Feyenoord       | Abe Lenstra Stadion              | 11 de agosto | 14:30   |
| RKC Waalwijk     | 0 – 2     | AZ Alkmaar      | Mandemakers Stadion              | 11 de agosto | 14:30   |
| Utrecht          | 3 – 1     | PEC Zwolle      | Stadion Galgenwaard              | 11 de agosto | 16:45   |
| PSV Eindhoven    | 3 – 1     | ADO Den Haag    | Philips Stadion                  | 11 de agosto | 20:00   |

| Fecha 3         | Fecha 3   | Fecha 3          | Fecha 3                      | Fecha 3      | Fecha 3 |
| Local           | Resultado | Visitante        | Estadio                      | Fecha        | Hora    |
| --------------- | --------- | ---------------- | ---------------------------- | ------------ | ------- |
| Vitesse         | 3 – 0     | PEC Zwolle       | GelreDome                    | 16 de agosto | 20:00   |
| ADO Den Haag    | 1 – 2     | Sparta Rotterdam | Cars Jeans Stadion           | 17 de agosto | 18:30   |
| VVV-Venlo       | 1 – 4     | Ajax             | Covebo Stadion - De Koel     | 17 de agosto | 18:30   |
| Emmen           | 2 – 0     | Heerenveen       | De Oude Meerdijk             | 17 de agosto | 20:45   |
| Fortuna Sittard | 2 – 3     | Willem II        | Fortuna Sittard Stadion      | 18 de agosto | 12:15   |
| Twente          | 3 – 3     | RKC Waalwijk     | De Grolsch Veste             | 18 de agosto | 14:30   |
| AZ Alkmaar      | 0 – 0     | Groningen        | Cars Jeans Stadion           | 18 de agosto | 16:45   |
| Feyenoord       | 1 – 1     | Utrecht          | Stadion Feijenoord - De Kuip | 18 de agosto | 16:45   |
| Heracles Almelo | 0 – 2     | PSV Eindhoven    | Erve Asito                   | 18 de agosto | 20:00   |

| Fecha 4         | Fecha 4   | Fecha 4          | Fecha 4                      | Fecha 4          | Fecha 4 |
| Local           | Resultado | Visitante        | Estadio                      | Fecha            | Hora    |
| --------------- | --------- | ---------------- | ---------------------------- | ---------------- | ------- |
| Willem II       | 2 – 1     | Emmen            | Koning Willem II Stadion     | 24 de agosto     | 18:30   |
| Heracles Almelo | 1 – 1     | Vitesse          | Erve Asito                   | 24 de agosto     | 19:45   |
| Heerenveen      | 0 – 0     | Twente           | Abe Lenstra Stadion          | 24 de agosto     | 20:45   |
| RKC Waalwijk    | 0 – 3     | ADO Den Haag     | Mandemakers Stadion          | 25 de agosto     | 12:15   |
| Utrecht         | 1 – 2     | VVV-Venlo        | Stadion Galgenwaard          | 25 de agosto     | 14:30   |
| PEC Zwolle      | 2 – 2     | Sparta Rotterdam | MAC³PARK Stadion             | 25 de agosto     | 16:45   |
| PSV Eindhoven   | 3 – 1     | Groningen        | Philips Stadion              | 25 de septiembre | 18:30   |
| Ajax            | 5 – 0     | Fortuna Sittard  | Johan Cruyff ArenA           | 25 de septiembre | 20:45   |
| Feyenoord       | 0 – 3     | AZ Alkmaar       | Stadion Feijenoord - De Kuip | 26 de septiembre | 20:00   |

| Fecha 5          | Fecha 5   | Fecha 5         | Fecha 5                          | Fecha 5         | Fecha 5 |
| Local            | Resultado | Visitante       | Estadio                          | Fecha           | Hora    |
| ---------------- | --------- | --------------- | -------------------------------- | --------------- | ------- |
| Emmen            | 1 – 3     | PEC Zwolle      | De Oude Meerdijk                 | 30 de agosto    | 20:00   |
| Heerenveen       | 1 – 1     | Fortuna Sittard | Abe Lenstra Stadion              | 31 de agosto    | 18:30   |
| Groningen        | 1 – 2     | Heracles Almelo | Hitachi Capital Mobility Stadion | 31 de agosto    | 19:45   |
| ADO Den Haag     | 1 – 0     | VVV-Venlo       | Cars Jeans Stadion               | 31 de agosto    | 20:45   |
| Twente           | 3 – 1     | Utrecht         | De Grolsch Veste                 | 1 de septiembre | 12:15   |
| Sparta Rotterdam | 1 – 4     | Ajax            | Sparta Stadion - Het Kasteel     | 1 de septiembre | 14:30   |
| Vitesse          | 2 – 1     | AZ Alkmaar      | GelreDome                        | 1 de septiembre | 16:45   |
| Willem II        | 0 – 1     | Feyenoord       | Koning Willem II Stadion         | 1 de septiembre | 16:45   |
| RKC Waalwijk     | 1 – 3     | PSV Eindhoven   | Mandemakers Stadion              | 1 de septiembre | 20:00   |

| Fecha 6         | Fecha 6   | Fecha 6          | Fecha 6                      | Fecha 6          | Fecha 6 |
| Local           | Resultado | Visitante        | Estadio                      | Fecha            | Hora    |
| --------------- | --------- | ---------------- | ---------------------------- | ---------------- | ------- |
| AZ Alkmaar      | 5 – 1     | Sparta Rotterdam | Cars Jeans Stadion           | 14 de septiembre | 18:30   |
| Ajax            | 4 – 1     | Heerenveen       | Johan Cruyff ArenA           | 14 de septiembre | 18:30   |
| VVV-Venlo       | 2 – 1     | Groningen        | Covebo Stadion - De Koel     | 14 de septiembre | 19:45   |
| PSV Eindhoven   | 5 – 0     | Vitesse          | Philips Stadion              | 14 de septiembre | 20:45   |
| Utrecht         | 3 – 1     | Emmen            | Stadion Galgenwaard          | 14 de septiembre | 20:45   |
| PEC Zwolle      | 6 – 2     | RKC Waalwijk     | MAC³PARK Stadion             | 15 de septiembre | 12:15   |
| Feyenoord       | 3 – 2     | ADO Den Haag     | Stadion Feijenoord - De Kuip | 15 de septiembre | 14:30   |
| Heracles Almelo | 4 – 1     | Willem II        | Erve Asito                   | 15 de septiembre | 14:30   |
| Fortuna Sittard | 2 – 3     | Twente           | Fortuna Sittard Stadion      | 15 de septiembre | 16:45   |

| Fecha 7          | Fecha 7   | Fecha 7         | Fecha 7                          | Fecha 7          | Fecha 7 |
| Local            | Resultado | Visitante       | Estadio                          | Fecha            | Hora    |
| ---------------- | --------- | --------------- | -------------------------------- | ---------------- | ------- |
| Twente           | 2 – 3     | Heracles Almelo | De Grolsch Veste                 | 20 de septiembre | 20:00   |
| Sparta Rotterdam | 4 – 0     | RKC Waalwijk    | Sparta Stadion - Het Kasteel     | 21 de septiembre | 18:30   |
| Groningen        | 2 – 0     | PEC Zwolle      | Hitachi Capital Mobility Stadion | 21 de septiembre | 19:45   |
| Willem II        | 1 – 0     | VVV-Venlo       | Koning Willem II Stadion         | 21 de septiembre | 19:45   |
| Vitesse          | 4 – 2     | Fortuna Sittard | GelreDome                        | 21 de septiembre | 20:45   |
| Heerenveen       | 1 – 1     | Utrecht         | Abe Lenstra Stadion              | 22 de septiembre | 12:15   |
| Emmen            | 3 – 3     | Feyenoord       | De Oude Meerdijk                 | 22 de septiembre | 14:30   |
| ADO Den Haag     | 0 – 1     | AZ Alkmaar      | Cars Jeans Stadion               | 22 de septiembre | 16:45   |
| PSV Eindhoven    | 1 – 1     | Ajax            | Philips Stadion                  | 22 de septiembre | 16:45   |

| Fecha 8         | Fecha 8   | Fecha 8          | Fecha 8                      | Fecha 8          | Fecha 8 |
| Local           | Resultado | Visitante        | Estadio                      | Fecha            | Hora    |
| --------------- | --------- | ---------------- | ---------------------------- | ---------------- | ------- |
| Emmen           | 3 – 0     | ADO Den Haag     | De Oude Meerdijk             | 27 de septiembre | 20:00   |
| VVV-Venlo       | 0 – 3     | Heerenveen       | Covebo Stadion - De Koel     | 28 de septiembre | 18:30   |
| Ajax            | 2 – 0     | Groningen        | Johan Cruyff ArenA           | 28 de septiembre | 19:45   |
| Fortuna Sittard | 0 – 0     | Sparta Rotterdam | Fortuna Sittard Stadion      | 28 de septiembre | 20:45   |
| RKC Waalwijk    | 1 – 2     | Vitesse          | Mandemakers Stadion          | 29 de septiembre | 12:15   |
| PEC Zwolle      | 0 – 4     | PSV Eindhoven    | MAC³PARK Stadion             | 29 de septiembre | 14:30   |
| Utrecht         | 2 – 0     | Willem II        | Stadion Galgenwaard          | 29 de septiembre | 14:30   |
| AZ Alkmaar      | 2 – 0     | Heracles Almelo  | Cars Jeans Stadion           | 29 de septiembre | 16:45   |
| Feyenoord       | 5 – 1     | Twente           | Stadion Feijenoord - De Kuip | 29 de septiembre | 16:45   |

| Fecha 9          | Fecha 9   | Fecha 9      | Fecha 9                          | Fecha 9      | Fecha 9 |
| Local            | Resultado | Visitante    | Estadio                          | Fecha        | Hora    |
| ---------------- | --------- | ------------ | -------------------------------- | ------------ | ------- |
| Groningen        | 3 – 0     | RKC Waalwijk | Hitachi Capital Mobility Stadion | 4 de octubre | 20:00   |
| Heracles Almelo  | 2 – 0     | Emmen        | Erve Asito                       | 5 de octubre | 18:30   |
| Vitesse          | 2 – 1     | Utrecht      | GelreDome                        | 5 de octubre | 19:45   |
| Sparta Rotterdam | 2 – 1     | Twente       | Sparta Stadion - Het Kasteel     | 5 de octubre | 19:45   |
| Heerenveen       | 1 – 0     | PEC Zwolle   | Abe Lenstra Stadion              | 5 de octubre | 20:45   |
| ADO Den Haag     | 0 – 2     | Ajax         | Cars Jeans Stadion               | 6 de octubre | 12:15   |
| Fortuna Sittard  | 4 – 2     | Feyenoord    | Fortuna Sittard Stadion          | 6 de octubre | 14:30   |
| Willem II        | 1 – 1     | AZ Alkmaar   | Koning Willem II Stadion         | 6 de octubre | 16:45   |
| PSV Eindhoven    | 4 – 1     | VVV-Venlo    | Philips Stadion                  | 6 de octubre | 16:45   |

| Fecha 10     | Fecha 10  | Fecha 10         | Fecha 10                         | Fecha 10      | Fecha 10 |
| Local        | Resultado | Visitante        | Estadio                          | Fecha         | Hora     |
| ------------ | --------- | ---------------- | -------------------------------- | ------------- | -------- |
| AZ Alkmaar   | 2 – 4     | Heerenveen       | Cars Jeans Stadion               | 19 de octubre | 18:30    |
| RKC Waalwijk | 1 – 2     | Ajax             | Mandemakers Stadion              | 19 de octubre | 18:30    |
| Twente       | 0 – 1     | Willem II        | De Grolsch Veste                 | 19 de octubre | 19:45    |
| VVV-Venlo    | 0 – 4     | Vitesse          | Covebo Stadion - De Koel         | 19 de octubre | 20:45    |
| Utrecht      | 3 – 0     | PSV Eindhoven    | Stadion Galgenwaard              | 19 de octubre | 20:45    |
| PEC Zwolle   | 3 – 1     | ADO Den Haag     | MAC³PARK Stadion                 | 20 de octubre | 12:15    |
| Emmen        | 2 – 1     | Fortuna Sittard  | De Oude Meerdijk                 | 20 de octubre | 14:30    |
| Groningen    | 2 – 0     | Sparta Rotterdam | Hitachi Capital Mobility Stadion | 20 de octubre | 14:30    |
| Feyenoord    | 1 – 1     | Heracles Almelo  | Stadion Feijenoord - De Kuip     | 20 de octubre | 16:45    |

| Fecha 11         | Fecha 11  | Fecha 11     | Fecha 11                     | Fecha 11      | Fecha 11 |
| Local            | Resultado | Visitante    | Estadio                      | Fecha         | Hora     |
| ---------------- | --------- | ------------ | ---------------------------- | ------------- | -------- |
| Twente           | 4 – 1     | Emmen        | De Grolsch Veste             | 25 de octubre | 20:00    |
| Willem II        | 2 – 1     | RKC Waalwijk | Koning Willem II Stadion     | 26 de octubre | 18:30    |
| Vitesse          | 0 – 2     | ADO Den Haag | GelreDome                    | 26 de octubre | 19:45    |
| Fortuna Sittard  | 4 – 1     | VVV-Venlo    | Fortuna Sittard Stadion      | 26 de octubre | 20:15    |
| Heracles Almelo  | 4 – 0     | PEC Zwolle   | Erve Asito                   | 26 de octubre | 20:45    |
| Heerenveen       | 1 – 1     | Groningen    | Abe Lenstra Stadion          | 27 de octubre | 12:15    |
| PSV Eindhoven    | 0 – 4     | AZ Alkmaar   | Philips Stadion              | 27 de octubre | 14:30    |
| Sparta Rotterdam | 1 – 2     | Utrecht      | Sparta Stadion - Het Kasteel | 27 de octubre | 14:30    |
| Ajax             | 4 – 0     | Feyenoord    | Johan Cruyff ArenA           | 27 de octubre | 16:45    |

| Fecha 12         | Fecha 12  | Fecha 12        | Fecha 12                         | Fecha 12       | Fecha 12 |
| Local            | Resultado | Visitante       | Estadio                          | Fecha          | Hora     |
| ---------------- | --------- | --------------- | -------------------------------- | -------------- | -------- |
| PEC Zwolle       | 2 – 4     | Ajax            | MAC³PARK Stadion                 | 1 de noviembre | 20:00    |
| RKC Waalwijk     | 2 – 0     | Heracles Almelo | Mandemakers Stadion              | 2 de noviembre | 18:30    |
| Sparta Rotterdam | 2 – 2     | PSV Eindhoven   | Sparta Stadion - Het Kasteel     | 2 de noviembre | 19:45    |
| AZ Alkmaar       | 3 – 0     | Twente          | Cars Jeans Stadion               | 2 de noviembre | 20:45    |
| Emmen            | 2 – 1     | Vitesse         | De Oude Meerdijk                 | 3 de noviembre | 12:15    |
| VVV-Venlo        | 0 – 3     | Feyenoord       | Covebo Stadion - De Koel         | 3 de noviembre | 14:30    |
| Groningen        | 2 – 0     | Willem II       | Hitachi Capital Mobility Stadion | 3 de noviembre | 14:30    |
| Utrecht          | 6 – 0     | Fortuna Sittard | Stadion Galgenwaard              | 3 de noviembre | 14:30    |
| ADO Den Haag     | 1 – 1     | Heerenveen      | Cars Jeans Stadion               | 3 de noviembre | 16:45    |

| Fecha 13        | Fecha 13  | Fecha 13         | Fecha 13                     | Fecha 13        | Fecha 13 |
| Local           | Resultado | Visitante        | Estadio                      | Fecha           | Hora     |
| --------------- | --------- | ---------------- | ---------------------------- | --------------- | -------- |
| Vitesse         | 1 – 2     | Groningen        | GelreDome                    | 8 de noviembre  | 20:00    |
| Heerenveen      | 2 – 1     | Sparta Rotterdam | Abe Lenstra Stadion          | 9 de noviembre  | 18:30    |
| Fortuna Sittard | 1 – 0     | ADO Den Haag     | Fortuna Sittard Stadion      | 9 de noviembre  | 19:45    |
| Heracles Almelo | 6 – 1     | VVV-Venlo        | Erve Asito                   | 9 de noviembre  | 20:45    |
| Ajax            | 4 – 0     | Utrecht          | Johan Cruyff ArenA           | 10 de noviembre | 12:15    |
| Twente          | 2 – 1     | PEC Zwolle       | De Grolsch Veste             | 10 de noviembre | 14:30    |
| Willem II       | 2 – 1     | PSV Eindhoven    | Koning Willem II Stadion     | 10 de noviembre | 14:30    |
| Feyenoord       | 3 – 2     | RKC Waalwijk     | Stadion Feijenoord - De Kuip | 10 de noviembre | 16:45    |
| AZ Alkmaar      | 3 – 0     | Emmen            | Cars Jeans Stadion           | 10 de noviembre | 20:00    |

| Fecha 14         | Fecha 14  | Fecha 14        | Fecha 14                         | Fecha 14        | Fecha 14 |
| Local            | Resultado | Visitante       | Estadio                          | Fecha           | Hora     |
| ---------------- | --------- | --------------- | -------------------------------- | --------------- | -------- |
| Utrecht          | 0 – 3     | AZ Alkmaar      | Stadion Galgenwaard              | 23 de noviembre | 18:30    |
| Ajax             | 4 – 1     | Heracles Almelo | Johan Cruyff ArenA               | 23 de noviembre | 19:45    |
| PEC Zwolle       | 3 – 1     | Fortuna Sittard | MAC³PARK Stadion                 | 23 de noviembre | 19:45    |
| ADO Den Haag     | 3 – 3     | Willem II       | Cars Jeans Stadion               | 23 de noviembre | 20:45    |
| Groningen        | 1 – 1     | Feyenoord       | Hitachi Capital Mobility Stadion | 24 de noviembre | 12:15    |
| RKC Waalwijk     | 1 – 1     | Emmen           | Mandemakers Stadion              | 24 de noviembre | 14:30    |
| PSV Eindhoven    | 2 – 1     | Heerenveen      | Philips Stadion                  | 24 de noviembre | 14:30    |
| VVV-Venlo        | 2 – 1     | Twente          | Covebo Stadion - De Koel         | 24 de noviembre | 16:45    |
| Sparta Rotterdam | 2 – 0     | Vitesse         | Sparta Stadion - Het Kasteel     | 24 de noviembre | 16:45    |

| Fecha 15        | Fecha 15  | Fecha 15         | Fecha 15                     | Fecha 15        | Fecha 15 |
| Local           | Resultado | Visitante        | Estadio                      | Fecha           | Hora     |
| --------------- | --------- | ---------------- | ---------------------------- | --------------- | -------- |
| Heerenveen      | 3 – 2     | Vitesse          | Abe Lenstra Stadion          | 29 de noviembre | 20:00    |
| Willem II       | 4 – 0     | Sparta Rotterdam | Koning Willem II Stadion     | 30 de noviembre | 18:30    |
| Fortuna Sittard | 1 – 0     | Groningen        | Fortuna Sittard Stadion      | 30 de noviembre | 19:45    |
| Heracles Almelo | 4 – 0     | ADO Den Haag     | Erve Asito                   | 30 de noviembre | 20:45    |
| Twente          | 2 – 5     | Ajax             | De Grolsch Veste             | 1 de diciembre  | 12:15    |
| Utrecht         | 0 – 1     | RKC Waalwijk     | Stadion Galgenwaard          | 1 de diciembre  | 14:30    |
| AZ Alkmaar      | 1 – 0     | VVV-Venlo        | Cars Jeans Stadion           | 1 de diciembre  | 16:45    |
| Feyenoord       | 1 – 0     | PEC Zwolle       | Stadion Feijenoord - De Kuip | 1 de diciembre  | 16:45    |
| Emmen           | 1 – 1     | PSV Eindhoven    | De Oude Meerdijk             | 1 de diciembre  | 20:00    |

| Fecha 16         | Fecha 16  | Fecha 16        | Fecha 16                         | Fecha 16       | Fecha 16 |
| Local            | Resultado | Visitante       | Estadio                          | Fecha          | Hora     |
| ---------------- | --------- | --------------- | -------------------------------- | -------------- | -------- |
| Ajax             | 0 – 2     | Willem II       | Johan Cruyff ArenA               | 6 de diciembre | 20:15    |
| ADO Den Haag     | 0 – 0     | Twente          | Cars Jeans Stadion               | 7 de diciembre | 18:30    |
| VVV-Venlo        | 2 – 0     | Emmen           | Covebo Stadion - De Koel         | 7 de diciembre | 19:45    |
| PSV Eindhoven    | 5 – 0     | Fortuna Sittard | Philips Stadion                  | 7 de diciembre | 19:45    |
| PEC Zwolle       | 0 – 3     | AZ Alkmaar      | MAC³PARK Stadion                 | 7 de diciembre | 20:45    |
| Vitesse          | 0 – 0     | Feyenoord       | GelreDome                        | 8 de diciembre | 12:15    |
| Groningen        | 0 – 1     | Utrecht         | Hitachi Capital Mobility Stadion | 8 de diciembre | 14:30    |
| RKC Waalwijk     | 1 – 3     | Heerenveen      | Mandemakers Stadion              | 8 de diciembre | 14:30    |
| Sparta Rotterdam | 0 – 0     | Heracles Almelo | Sparta Stadion - Het Kasteel     | 8 de diciembre | 16:45    |

| Fecha 17        | Fecha 17  | Fecha 17         | Fecha 17                     | Fecha 17        | Fecha 17 |
| Local           | Resultado | Visitante        | Estadio                      | Fecha           | Hora     |
| --------------- | --------- | ---------------- | ---------------------------- | --------------- | -------- |
| Heerenveen      | 1 – 2     | Willem II        | Abe Lenstra Stadion          | 13 de diciembre | 20:00    |
| ADO Den Haag    | 1 – 1     | Groningen        | Cars Jeans Stadion           | 14 de diciembre | 18:30    |
| VVV-Venlo       | 1 – 2     | PEC Zwolle       | Covebo Stadion - De Koel     | 14 de diciembre | 19:45    |
| Fortuna Sittard | 3 – 2     | RKC Waalwijk     | Fortuna Sittard Stadion      | 14 de diciembre | 19:45    |
| Twente          | 0 – 3     | Vitesse          | De Grolsch Veste             | 14 de diciembre | 20:45    |
| Emmen           | 2 – 0     | Sparta Rotterdam | De Oude Meerdijk             | 15 de diciembre | 12:15    |
| Feyenoord       | 3 – 1     | PSV Eindhoven    | Stadion Feijenoord - De Kuip | 15 de diciembre | 14:30    |
| AZ Alkmaar      | 1 – 0     | Ajax             | AFAS Stadion                 | 15 de diciembre | 16:45    |
| Heracles Almelo | 1 – 3     | Utrecht          | Erve Asito                   | 15 de diciembre | 16:45    |

### Segunda vuelta
| Fecha 18         | Fecha 18  | Fecha 18        | Fecha 18                         | Fecha 18        | Fecha 18 |
| Local            | Resultado | Visitante       | Estadio                          | Fecha           | Hora     |
| ---------------- | --------- | --------------- | -------------------------------- | --------------- | -------- |
| RKC Waalwijk     | 3 – 0     | Twente          | Mandemakers Stadion              | 20 de diciembre | 20:00    |
| Heerenveen       | 1 – 1     | Heracles Almelo | Abe Lenstra Stadion              | 21 de diciembre | 18:30    |
| PSV Eindhoven    | 4 – 1     | PEC Zwolle      | Philips Stadion                  | 21 de diciembre | 19:45    |
| Sparta Rotterdam | 3 – 0     | AZ Alkmaar      | Sparta Stadion - Het Kasteel     | 21 de diciembre | 19:45    |
| Willem II        | 0 – 0     | Fortuna Sittard | Koning Willem II Stadion         | 21 de diciembre | 20:45    |
| Ajax             | 6 – 1     | ADO Den Haag    | Johan Cruyff ArenA               | 22 de diciembre | 12:15    |
| Groningen        | 2 – 0     | Emmen           | Hitachi Capital Mobility Stadion | 22 de diciembre | 14:30    |
| Utrecht          | 1 – 2     | Feyenoord       | Stadion Galgenwaard              | 22 de diciembre | 14:30    |
| Vitesse          | 3 – 0     | VVV-Venlo       | GelreDome                        | 22 de diciembre | 16:45    |

| Fecha 19        | Fecha 19  | Fecha 19         | Fecha 19                     | Fecha 19    | Fecha 19 |
| Local           | Resultado | Visitante        | Estadio                      | Fecha       | Hora     |
| --------------- | --------- | ---------------- | ---------------------------- | ----------- | -------- |
| PEC Zwolle      | 3 – 3     | Utrecht          | MAC³PARK Stadion             | 17 de enero | 20:00    |
| Fortuna Sittard | 1 – 3     | Vitesse          | Fortuna Sittard Stadion      | 18 de enero | 18:30    |
| Twente          | 0 – 0     | Groningen        | De Grolsch Veste             | 18 de enero | 19:45    |
| Feyenoord       | 3 – 1     | Heerenveen       | Stadion Feijenoord - De Kuip | 18 de enero | 19:45    |
| AZ Alkmaar      | 1 – 3     | Willem II        | AFAS Stadion                 | 18 de enero | 20:45    |
| VVV-Venlo       | 1 – 1     | PSV Eindhoven    | Covebo Stadion - De Koel     | 19 de enero | 12:15    |
| Emmen           | 1 – 0     | Heracles Almelo  | De Oude Meerdijk             | 19 de enero | 14:30    |
| Ajax            | 2 – 1     | Sparta Rotterdam | Johan Cruyff ArenA           | 19 de enero | 14:30    |
| ADO Den Haag    | 2 – 0     | RKC Waalwijk     | Cars Jeans Stadion           | 19 de enero | 16:45    |

| Fecha 20         | Fecha 20  | Fecha 20        | Fecha 20                         | Fecha 20    | Fecha 20 |
| Local            | Resultado | Visitante       | Estadio                          | Fecha       | Hora     |
| ---------------- | --------- | --------------- | -------------------------------- | ----------- | -------- |
| Utrecht          | 4 – 0     | ADO Den Haag    | Stadion Galgenwaard              | 24 de enero | 20:00    |
| Heerenveen       | 1 – 2     | AZ Alkmaar      | Abe Lenstra Stadion              | 25 de enero | 18:30    |
| Heracles Almelo  | 2 – 3     | Feyenoord       | Erve Asito                       | 25 de enero | 19:45    |
| RKC Waalwijk     | 1 – 2     | VVV-Venlo       | Mandemakers Stadion              | 25 de enero | 19:45    |
| Sparta Rotterdam | 1 – 1     | Fortuna Sittard | Sparta Stadion - Het Kasteel     | 25 de enero | 20:45    |
| Vitesse          | 1 – 1     | Emmen           | GelreDome                        | 26 de enero | 12:15    |
| Groningen        | 2 – 1     | Ajax            | Hitachi Capital Mobility Stadion | 26 de enero | 14:30    |
| Willem II        | 0 – 0     | PEC Zwolle      | Koning Willem II Stadion         | 26 de enero | 14:30    |
| PSV Eindhoven    | 1 – 1     | Twente          | Philips Stadion                  | 26 de enero | 16:45    |

| Fecha 21        | Fecha 21  | Fecha 21         | Fecha 21                     | Fecha 21     | Fecha 21 |
| Local           | Resultado | Visitante        | Estadio                      | Fecha        | Hora     |
| --------------- | --------- | ---------------- | ---------------------------- | ------------ | -------- |
| AZ Alkmaar      | 4 – 0     | RKC Waalwijk     | AFAS Stadion                 | 31 de enero  | 20:00    |
| ADO Den Haag    | 0 – 0     | Vitesse          | Cars Jeans Stadion           | 1 de febrero | 18:30    |
| Twente          | 2 – 0     | Sparta Rotterdam | De Grolsch Veste             | 1 de febrero | 19:45    |
| Feyenoord       | 3 – 0     | Emmen            | Stadion Feijenoord - De Kuip | 1 de febrero | 19:45    |
| PEC Zwolle      | 1 – 0     | Groningen        | MAC³PARK Stadion             | 1 de febrero | 20:45    |
| Willem II       | 1 – 0     | Heracles Almelo  | Koning Willem II Stadion     | 2 de febrero | 12:15    |
| VVV-Venlo       | 1 – 1     | Utrecht          | Covebo Stadion - De Koel     | 2 de febrero | 14:30    |
| Fortuna Sittard | 2 – 1     | Heerenveen       | Fortuna Sittard Stadion      | 2 de febrero | 14:30    |
| Ajax            | 1 – 0     | PSV Eindhoven    | Johan Cruyff ArenA           | 2 de febrero | 16:45    |

| Fecha 22         | Fecha 22  | Fecha 22        | Fecha 22                         | Fecha 22      | Fecha 22 |
| Local            | Resultado | Visitante       | Estadio                          | Fecha         | Hora     |
| ---------------- | --------- | --------------- | -------------------------------- | ------------- | -------- |
| Heracles Almelo  | 2 – 0     | Fortuna Sittard | Erve Asito                       | 7 de febrero  | 20:00    |
| Groningen        | 1 – 0     | Vitesse         | Hitachi Capital Mobility Stadion | 8 de febrero  | 18:30    |
| Heerenveen       | 1 – 1     | VVV-Venlo       | Abe Lenstra Stadion              | 8 de febrero  | 19:45    |
| PSV Eindhoven    | 3 – 0     | Willem II       | Philips Stadion                  | 8 de febrero  | 19:45    |
| RKC Waalwijk     | 0 – 0     | PEC Zwolle      | Mandemakers Stadion              | 8 de febrero  | 20:45    |
| Emmen            | 2 – 0     | Twente          | De Oude Meerdijk                 | 11 de febrero | 18:30    |
| Sparta Rotterdam | 4 – 2     | ADO Den Haag    | Sparta Stadion - Het Kasteel     | 11 de febrero | 20:45    |
| AZ Alkmaar       | vs.       | Feyenoord       | AFAS Stadion                     | 8 de abril    | 18:45    |
| Utrecht          | vs.       | Ajax            | Stadion Galgenwaard              | 9 de abril    | 19:15    |

| Fecha 23         | Fecha 23  | Fecha 23        | Fecha 23                     | Fecha 23      | Fecha 23 |
| Local            | Resultado | Visitante       | Estadio                      | Fecha         | Hora     |
| ---------------- | --------- | --------------- | ---------------------------- | ------------- | -------- |
| VVV-Venlo        | 1 – 0     | Heracles Almelo | Covebo Stadion - De Koel     | 14 de febrero | 20:00    |
| Twente           | 2 – 0     | AZ Alkmaar      | De Grolsch Veste             | 15 de febrero | 18:30    |
| ADO Den Haag     | 0 – 3     | PSV Eindhoven   | Cars Jeans Stadion           | 15 de febrero | 19:45    |
| Fortuna Sittard  | 0 – 0     | Emmen           | Fortuna Sittard Stadion      | 15 de febrero | 20:45    |
| Vitesse          | 4 – 2     | Heerenveen      | GelreDome                    | 16 de febrero | 12:15    |
| Ajax             | 3 – 0     | RKC Waalwijk    | Johan Cruyff ArenA           | 16 de febrero | 14:30    |
| Sparta Rotterdam | 1 – 2     | Groningen       | Sparta Stadion - Het Kasteel | 16 de febrero | 14:30    |
| Willem II        | 1 – 1     | Utrecht         | Koning Willem II Stadion     | 16 de febrero | 16:45    |
| PEC Zwolle       | 3 – 4     | Feyenoord       | MAC³PARK Stadion             | 16 de febrero | 16:45    |

| Fecha 24        | Fecha 24  | Fecha 24         | Fecha 24                         | Fecha 24      | Fecha 24 |
| Local           | Resultado | Visitante        | Estadio                          | Fecha         | Hora     |
| --------------- | --------- | ---------------- | -------------------------------- | ------------- | -------- |
| RKC Waalwijk    | 0 – 1     | Sparta Rotterdam | Mandemakers Stadion              | 21 de febrero | 20:00    |
| Emmen           | 4 – 2     | Willem II        | De Oude Meerdijk                 | 22 de febrero | 18:30    |
| Heerenveen      | 2 – 2     | ADO Den Haag     | Abe Lenstra Stadion              | 22 de febrero | 19:45    |
| Feyenoord       | 2 – 1     | Fortuna Sittard  | Stadion Feijenoord - De Kuip     | 22 de febrero | 19:45    |
| Groningen       | 0 – 1     | VVV-Venlo        | Hitachi Capital Mobility Stadion | 22 de febrero | 20:45    |
| Utrecht         | 2 – 1     | Twente           | Stadion Galgenwaard              | 23 de febrero | 12:15    |
| AZ Alkmaar      | 2 – 0     | PEC Zwolle       | AFAS Stadion                     | 23 de febrero | 14:30    |
| Vitesse         | 1 – 2     | PSV Eindhoven    | GelreDome                        | 23 de febrero | 14:30    |
| Heracles Almelo | 1 – 0     | Ajax             | Erve Asito                       | 23 de febrero | 16:45    |

| Fecha 25         | Fecha 25  | Fecha 25        | Fecha 25                     | Fecha 25      | Fecha 25 |
| Local            | Resultado | Visitante       | Estadio                      | Fecha         | Hora     |
| ---------------- | --------- | --------------- | ---------------------------- | ------------- | -------- |
| Willem II        | 3 – 1     | Groningen       | Koning Willem II Stadion     | 28 de febrero | 20:00    |
| ADO Den Haag     | 0 – 0     | Heracles Almelo | Cars Jeans Stadion           | 29 de febrero | 18:30    |
| VVV-Venlo        | 0 – 0     | Fortuna Sittard | Covebo Stadion - De Koel     | 29 de febrero | 19:45    |
| PEC Zwolle       | 4 – 3     | Vitesse         | MAC³PARK Stadion             | 29 de febrero | 19:45    |
| Twente           | 2 – 3     | Heerenveen      | De Grolsch Veste             | 29 de febrero | 20:45    |
| RKC Waalwijk     | 2 – 1     | Utrecht         | Mandemakers Stadion          | 1 de marzo    | 12:15    |
| PSV Eindhoven    | 1 – 1     | Feyenoord       | Philips Stadion              | 1 de marzo    | 14:30    |
| Sparta Rotterdam | 5 – 1     | Emmen           | Sparta Stadion - Het Kasteel | 1 de marzo    | 16:45    |
| Ajax             | 0 – 2     | AZ Alkmaar      | Johan Cruyff ArenA           | 1 de marzo    | 20:00    |

| Fecha 26        | Fecha 26  | Fecha 26         | Fecha 26                         | Fecha 26   | Fecha 26 |
| Local           | Resultado | Visitante        | Estadio                          | Fecha      | Hora     |
| --------------- | --------- | ---------------- | -------------------------------- | ---------- | -------- |
| Fortuna Sittard | 1 – 1     | PEC Zwolle       | Fortuna Sittard Stadion          | 6 de marzo | 20:00    |
| AZ Alkmaar      | 4 – 0     | ADO Den Haag     | AFAS Stadion                     | 7 de marzo | 18:30    |
| Emmen           | 3 – 0     | VVV-Venlo        | De Oude Meerdijk                 | 7 de marzo | 19:45    |
| Vitesse         | 1 – 0     | Twente           | GelreDome                        | 7 de marzo | 19:45    |
| Heerenveen      | 1 – 3     | Ajax             | Abe Lenstra Stadion              | 7 de marzo | 20:45    |
| Utrecht         | 5 – 1     | Sparta Rotterdam | Stadion Galgenwaard              | 8 de marzo | 12:15    |
| Feyenoord       | 2 – 0     | Willem II        | Stadion Feijenoord - De Kuip     | 8 de marzo | 14:30    |
| Heracles Almelo | 4 – 2     | RKC Waalwijk     | Erve Asito                       | 8 de marzo | 14:30    |
| Groningen       | 0 – 1     | PSV Eindhoven    | Hitachi Capital Mobility Stadion | 8 de marzo | 16:45    |

## Estadísticas
| Pos.                                     | Jugador           | Equipo          | Part. | Anotado | Anotado · Penal | Prom. |
| ---------------------------------------- | ----------------- | --------------- | ----- | ------- | --------------- | ----- |
| 1.                                       | Steven Berghuis   | Feyenoord       | 24    | 15      | 7               | 0.63  |
| 1.                                       | Cyriel Dessers    | Heracles Almelo | 26    | 15      | 1               | 0.58  |
| 3.                                       | Myron Boadu       | AZ Alkmaar      | 24    | 14      | 0               | 0.58  |
| 3.                                       | Bryan Linssen     | Vitesse         | 25    | 14      | 0               | 0.56  |
| 5.                                       | Oussama Idrissi   | AZ Alkmaar      | 25    | 13      | 0               | 0.52  |
| 6.                                       | Quincy Promes     | Ajax            | 20    | 12      | 0               | 0.6   |
| 6.                                       | Tim Matavž        | Vitesse         | 25    | 12      | 1               | 0.48  |
| 8.                                       | Donyell Malen     | PSV Eindhoven   | 14    | 11      | 2               | 0.79  |
| 8.                                       | Vangelis Pavlidis | Willem II       | 25    | 11      | 1               | 0.44  |
| 8.                                       | Haris Vučkić      | Twente          | 25    | 11      | 1               | 0.44  |
| 8.                                       | Dušan Tadić       | Ajax            | 25    | 11      | 3               | 0.44  |
| 8.                                       | Teun Koopmeiners  | AZ Alkmaar      | 25    | 11      | 9               | 0.44  |
| Última actualización: 8 de marzo de 2020 |                   |                 |       |         |                 |       |

| Pos.                                     | Jugador         | Equipo           | Part. | Asistencias | Prom. |
| ---------------------------------------- | --------------- | ---------------- | ----- | ----------- | ----- |
| 1.                                       | Dušan Tadić     | Ajax             | 25    | 14          | 0.56  |
| 2.                                       | Hakim Ziyech    | Ajax             | 21    | 12          | 0.57  |
| 3.                                       | Steven Bergwijn | PSV Eindhoven    | 16    | 10          | 0.63  |
| 4.                                       | Abdou Harroui   | Sparta Rotterdam | 26    | 8           | 0.31  |
| 5.                                       | Steven Berghuis | Feyenoord        | 24    | 7           | 0.29  |
| 5.                                       | Gyrano Kerk     | Utrecht          | 24    | 7           | 0.29  |
| 5.                                       | Calvin Stengs   | AZ Alkmaar       | 25    | 7           | 0.28  |
| 5.                                       | Mauro Júnior    | Heracles Almelo  | 26    | 7           | 0.27  |
| 9.                                       | Bryan Smeets    | Sparta Rotterdam | 22    | 6           | 0.27  |
| 9.                                       | Myron Boadu     | AZ Alkmaar       | 24    | 6           | 0.25  |
| 9.                                       | Owen Wijndal    | AZ Alkmaar       | 24    | 6           | 0.25  |
| 9.                                       | Cody Gakpo      | PSV Eindhoven    | 25    | 6           | 0.24  |
| 9.                                       | Gustavo Hamer   | PEC Zwolle       | 25    | 6           | 0.24  |
| 9.                                       | Cyriel Dessers  | Heracles Almelo  | 26    | 6           | 0.23  |
| Última actualización: 8 de marzo de 2020 |                 |                  |       |             |       |

### Tripletas o pókers
Aquí se encuentra la lista de tripletas o hat-tricks y póker de goles (en general, tres o más goles anotados por un jugador en un mismo encuentro) convertidos en la temporada.
| Nombre              | Club            | Goles                                   | Rival           | Resultado | Fecha                    |
| ------------------- | --------------- | --------------------------------------- | --------------- | --------- | ------------------------ |
| Quincy Promes       | Ajax            | 50' · 68' · 83'                         | Fortuna Sittard | 5 – 0     | 25 de septiembre de 2019 |
| Donyell Malen       | PSV Eindhoven   | 18' · 36' · 46' · 83' · 83' · 89' · 89' | Vitesse         | 5 – 0     | 14 de septiembre de 2019 |
| Reza Ghoochannejhad | PEC Zwolle      | 60' · 81' · 83' · 88'                   | RKC Waalwijk    | 6 – 2     | 15 de septiembre de 2019 |
| Mark Diemers        | Fortuna Sittard | 9' · 26' · 87' · 87'                    | VVV-Venlo       | 4 – 1     | 26 de octubre de 2019    |
| Cyriel Dessers      | Heracles Almelo | 56' · 64' · 82'                         | VVV-Venlo       | 6 – 1     | 9 de noviembre de 2019   |
| Noa Lang            | Ajax            | 32' · 51' · 70'                         | Twente          | 2 – 5     | 1 de diciembre de 2019   |
| Steven Berghuis     | Feyenoord       | 19' · 34' · 34' · 64' · 64'             | PSV Eindhoven   | 3 – 1     | 15 de diciembre de 2019  |

## Premios

### Galardones mensuales
La KNVB entrega unos premios mensuales a los mejores jugadores y a los nuevos talentos jóvenes apodados como «rookie».
| Mes        | Jugador del mes     | Jugador del mes | Rookie del mes   | Rookie del mes  |
| Mes        | Nombre              | Club            | Nombre           | Club            |
| ---------- | ------------------- | --------------- | ---------------- | --------------- |
| Agosto     | Hakim Ziyech        | Ajax            | Owen Wijndal     | AZ Alkmaar      |
| Septiembre | Donyell Malen       | PSV Eindhoven   | Chidera Ejuke    | Heerenveen      |
| Octubre    | Adam Maher          | Utrecht         | Lennart Czyborra | Heracles Almelo |
| Noviembre  | Cyriel Dessers      | Heracles Almelo | Owen Wijndal     | AZ Alkmaar      |
| Diciembre  | Oussama Idrissi     | AZ              | Orkun Kökçü      | Feyenoord       |
| Enero      | Oussama Idrissi     | AZ              | Luis Sinisterra  | Feyenoord       |
| Febrero    | Thorsten Kirschbaum | VVV-Venlo       | Joey Veerman     | Heerenveen      |